# Narożniak

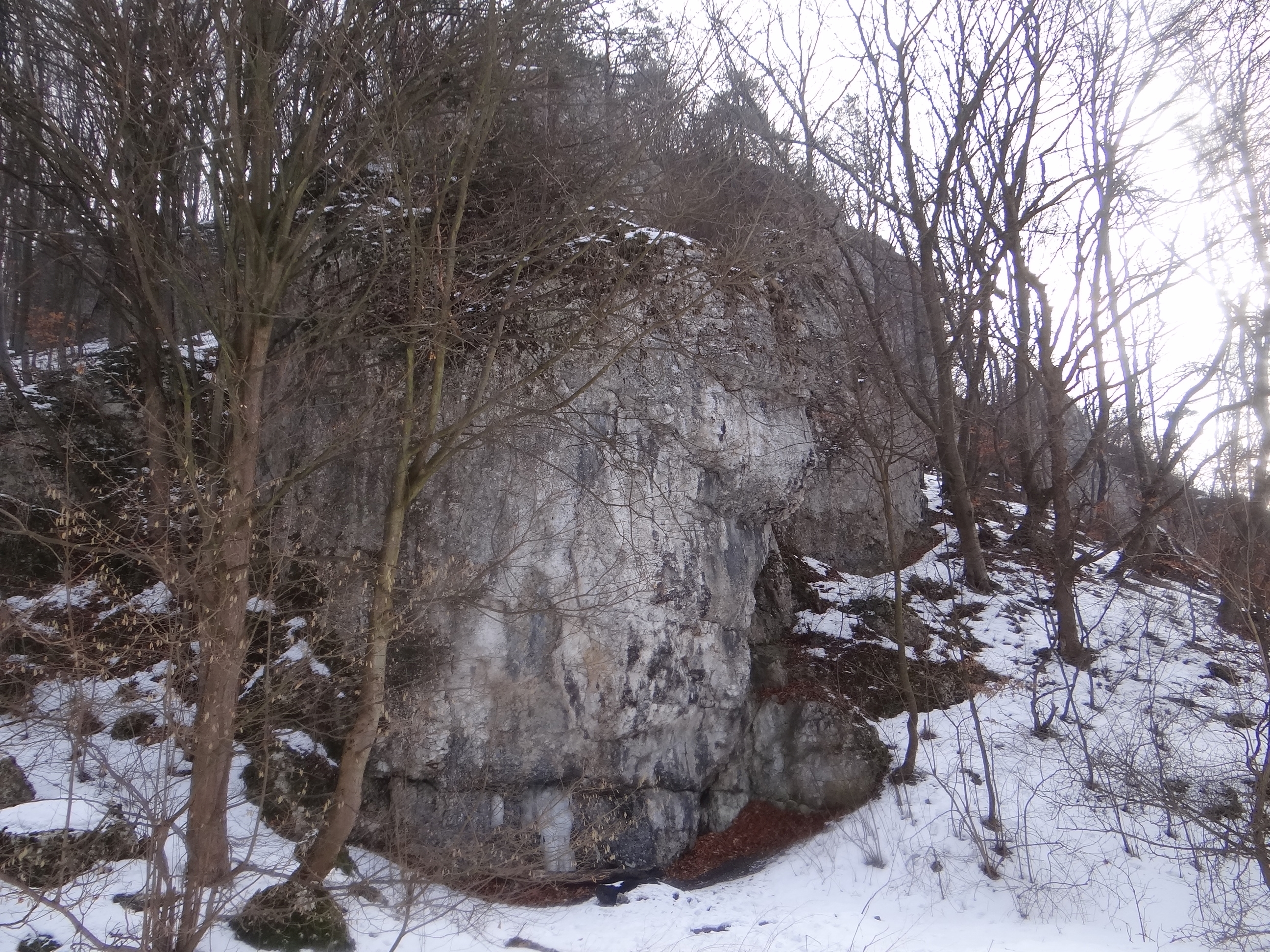
Narożniak od zachodu

Narożniak lub Narożnik – skała w Dolinie Będkowskiej na Wyżynie Krakowsko-Częstochowskiej. Znajduje się w tzw. Bramie Będkowskiej – wylocie Wąwozu Będkowickiego, tuż u podnóży jego lewych orograficznie zboczy. Jest najniżej położoną i najbardziej na zachód wysuniętą skałą w murze skalnym w lewych zboczach tego wąwozu. Około 40 m na południe od Narożniaka znajduje się skała LXX. Administracyjnie skały znajdują się w granicach wsi Będkowice w województwie małopolskim, w powiecie krakowskim, w gminie Wielka Wieś.
Zbudowany z wapieni Narożniak znajduje się w lesie. Ma wysokość 12 m, jego ściany zachodnie i północno-zachodnie są obiektem wspinaczki skalnej. Są na nich 2 drogi wspinaczkowe o trudności VI.1+ – VI.1+ w skali Kurtyki. Posiadają asekurację w postaci 4 lub 5 ringów i stanowisko zjazdowe.
1. Lewa narożna; 5r + st, VI.1, 12 m
2. Prawa narożna; 4r + st, VI.1+, 12 m

## Szlaki turystyki pieszej
Obok Narożniaka (po drugiej stronie niewielkiego potoczku spływającego dnem Wąwozu Będkowickiego) przebiega żółty szlak turystyczny.
 Dolina Będkowicka – Brama Będkowska – Wąwóz Będkowicki – Będkowice – Dolina Kobylańska – Kobylany.